# Келермесское сельское поселение
Келерме́сское се́льское поселе́ние — муниципальное образование в составе Гиагинского муниципального района Республики Адыгея.
Административный центр — станица Келермесская.

## География
Муниципальное образование расположено в южной части Гиагинского района. В состав сельского поселения входит 3 населённых пункта.
Площадь территории сельского поселения составляет — 135,82 км2. Из них сельскохозяйственные угодья занимают — 91,45 км2 (67,33 %).
Граничит с землями муниципальных образований: Гиагинское сельское поселение на севере, Айрюмовское сельское поселение на северо-востоке, Сергиевское сельское поселение на востоке, Красноульское сельское поселение на юге и с Майкопским городским округом на западе.
Сельское поселение расположено на наклонной Закубанской равнине, в переходной от равнинной в предгорную зоне республики. Рельеф местности представляет собой в основном предгорные волнистые равнины с холмисто-бугристыми и курганными возвышенностями, с общим уклоном с юго-востока на северо-запад. Долины рек изрезаны глубокими балками и понижениями. Средние высоты составляют около 180 метров над уровнем моря.
Гидрографическая сеть представлена реками: Гиага, Улька, Малая Улька, Келермес, Грязнуха и различными малыми родниковыми ручьями в балках. Также имеется множество водоёмов естественного и искусственного происхождений.
Климат влажный умеренный, с жарким летом и прохладной зимой. Среднегодовая температура воздуха положительная и составляет около +11,5°С. Среднемесячная температура воздуха в июле достигает +23,0°С. Среднемесячная температура января составляет около 0°С. Среднегодовое количество осадков составляет около 750 мм. Основная часть осадков выпадает в период с мая по июль.

## История
Территория современного муниципального образования стала формироваться в начале 1920-х годов, с образованием Келермесского станичного совета.
31 декабря 1934 года Келермесский станичный совет был включён в состав новообразованного Гиагинского района.
В 1993 году Келермесский станичный совет был реорганизован и переименован в Келермесский сельский округ.
В 2004 году в ходе муниципальных реформ, Келермесский сельский округ был преобразован в муниципальное образование со статусом сельского поселения.

## Население
| 2002  | 2010  | 2011  | 2012  | 2013  | 2014  | 2015  |
| ----- | ----- | ----- | ----- | ----- | ----- | ----- |
| 3043  | ↘3011 | →3011 | ↗3022 | ↘2980 | ↗2998 | ↗3031 |
| 2016  | 2017  | 2018  | 2019  | 2020  | 2021  | 2023  |
| ↗3061 | ↗3091 | ↗3103 | ↗3123 | ↗3174 | ↗3393 | ↗3412 |
| 2024  |       |       |       |       |       |       |
| ↗3416 |       |       |       |       |       |       |

Плотность: 25.15 чел./км2.

### Национальный состав
По данным Всероссийской переписи населения 2010 года:
| Народ   | Численность, чел. | Доля от всего населения, % |
| ------- | ----------------- | -------------------------- |
| русские | 2 630             | 87,35 %                    |
| цыгане  | 153               | 5,08 %                     |
| армяне  | 117               | 3,88 %                     |
| другие  | 111               | 3,69 %                     |
| всего   | 3 011             | 100,0 %                    |

Половозрастной состав
По данным Всероссийской переписи населения 2010 года:
| Возраст     | Мужчины, чел. | Женщины, чел. | Общая численность, чел. | Доля от всего населения, % |
| ----------- | ------------- | ------------- | ----------------------- | -------------------------- |
| 0 — 14 лет  | 289           | 281           | 570                     | 18,9 %                     |
| 15 — 59 лет | 927           | 934           | 1 861                   | 61,8 %                     |
| от 60 лет   | 214           | 366           | 580                     | 19,3 %                     |
| Всего       | 1 430         | 1 581         | 3 011                   | 100,0 %                    |

Мужчины — 1 430 чел. (47,5 %). Женщины — 1 581 чел. (52,5 %).
Средний возраст населения: 38,4 лет. Медианный возраст населения: 37,4 лет.
Средний возраст мужчин: 36,3 лет. Медианный возраст мужчин: 35,9 лет.
Средний возраст женщин: 40,3 лет. Медианный возраст женщин: 39,5 лет.

## Состав сельского поселения
| № | Населённый пункт | Тип населённого пункта          | Население | Доля от населения (%) |
| - | ---------------- | ------------------------------- | --------- | --------------------- |
| 1 | Владимировское   | село                            | ↗93       | 2,72 %                |
| 2 | Келермесская     | станица, административный центр | ↗3146     | 92,1 %                |
| 3 | Лесной           | посёлок                         | ↘177      | 5,18 %                |

## Местное самоуправление
Администрация Келермесского сельского поселения — станица Келермесская, ул. Советская, №87.
Структуру органов местного самоуправления сельского поселения составляют:
- Исполнительно-распорядительный орган — Местная администрация Келермесского сельского поселения. Состоит из 7 человек.  
  - Глава администрации сельского поселения —  Фатеев Сергей Алексеевич.
- Представительный орган — Совет Народных депутатов Келермесского сельского поселения. Состоит из 10 депутатов, избираемых на 5 лет. 
  - Председатель Совета Народных депутатов сельского поселения —  Фатеев Сергей Алексеевич.

Прежние руководители Келермесского сельского поселения: 
1. Рыков Емельян Дмитриевич
2. Поляков Иван Пантелеевич
3. Зарецкий Анатолий Степанович
4. Солдатенко Иван Алексеевич
5. Криволапов Владимир Лукич
6. Дюмин Александр Васильевич

## Достопримечательности
На территории сельского поселения, недалеко от станицы Келермесская, находятся Келермесские курганы, в которых были обнаружены археологические находки меотского и скифского происхождений, датируемые VII—V веками до н. э.

## Экономика
В муниципальном образовании высоко развито сельское хозяйство. Основными бюджетообразующими предприятиями на территории сельского поселения являются:
- ООО «Синдика-Агро»
- ООО «Скиф»
- ООО «Васюринский МПК»
- ОАО МЗ «Гиагинский»
- КФХ «Бек»
- КФХ «Елена»
- КФХ «Родники»
- КФХ «Тхакушинов»